# Alsodes vittatus
Alsodes vittatus (nombre común: rana de pecho espinoso de Malleco) es una especie de anfibio de la familia Alsodidae.

## Descripción
Su principal característica es una línea amarilla que recorre su columna y que le da su nombre (vittatus significa “que lleva una banda o raya”).

## Distribución geográfica
Es endémica de la provincia de Malleco (Chile). 

## Historia
Su primer avistamiento fue en 1893 el entomólogo francés Philibert Germain en la hacienda San Ignacio de Pemehue, con tres especímenes que colectó y entregó posteriormente a Rodulfo Amando Philippi, quien describió la especie como Cystignathus vittatus. No fueron avistados nuevos ejemplares por 130 años, hasta que una expedición de los investigadores chilenos Claudio Correa Quezada y Edvin Riveros Riffo reportó dos poblaciones situadas en las cabeceras de las cuencas de los ríos Lolco y Portales en 2024.

## Estado de conservación
Está evaluada como una especie con datos insuficientes (DD) por la UICN y en peligro crítico de extinción (CR) por el Ministerio del Medio Ambiente (Chile).